# Ếch hai màu
Ếch hai màu có tên theo danh pháp hai phần là Clinotarsus curtipes. Đây là loài đặc hữu của vùng Tây Gat thuộc Ấn Độ, được mô tả đầu tiên bởi Jerdon vào khoảng năm 1853 - 1854, cũng là loài có nguy cơ tuyệt chủng, nằm trong danh sách động vật cần bảo vê (red list). Trong tiếng địa phương, nó có tên là ếch Malabar, trong tiếng Anh nó có tên thường dùng là bicolored frog (ếch hai màu).

## Mô tả
- Ếch hai màu là loài có kích thước cơ thể trung bình so với các loài khác trong bộ không đuôi, cá thể cái lớn hơn hẳn cá thể đực (lưỡng hình giới tính).
- Đầu khá to, mõm ngắn và tròn, hai lỗ mũi gần mõm hơn là gần mắt. Răng hiếm khi rõ ràng. Nếu có, thì các răng nằm thành hai dãy hơi xiên. Các ngón chân trước dài vừa phải, hoàn toàn có màng liên kết với nhau. Bàn chân sau cũng màng và có ngón giữa dài hơn hẳn.
- Tuy gọi là "hai màu", nhưng cơ thể ếch có khá nhiều màu với các sắc khác nhau. Da lưng mịn, màu vàng nâu hoặc xám, không có các chấm đen. Bốn chi màu nâu tím nhưng bên dưới và mặt bụng màu nhạt, có chấm nhỏ, cổ họng đôi khi màu sẫm. Cá thể đực luôn có túi âm thanh.[4]

## Sinh thái

Phân bố hiện tại của ếch hai màu ở Ấn Độ.

- Clinotarsus curtipes bơi giỏi, nhưng lại là một loài ếch trên cạn. Loài này phân bố khá rộng ở vùng Tây Gat, ở độ cao từ 500 – 2000 m. Nó thường gặp nhiều nhất trong các khu rừng ẩm thường xanh, nhưng cũng có thể ở cả khu rừng rụng lá; thường gần ao, hồ (tự nhiên hoặc nhân tạo). Thời gian hoạt động mạnh và mùa sinh sản của loài này trùng với những cơn gió mùa, kéo dài trong khoảng từ tháng 6 đến tháng 9. Những con ếch cái đẻ trứng ở các vùng nước sâu của ao, hồ hoặc ở dòng chảy chậm.
- Loài này được đánh giá là thích nghi khá rộng, có thể chịu đựng nhiều loại rừng khác nhau và cả một số trường hợp môi trường suy thoái. Hiện nay, số lượng cá thể của quần thể ếch này giảm nhanh do chủ yếu là do mất môi trường sống tốt, do con người chuyển đổi đất để sử dụng cho nông nghiệp (trồng chè, cà phê và bạch đàn), chặt phá rừng lấy. Ngoài ra, rất nhiều cá thể của loài bị chết do cản đường giao thông khi chúng di cư hàng loạt đến nơi sinh sản. Thêm vào đó, nòng nọc của loài này khá lớn (dài tới 10 cm) nên còn được con người sử dụng.[5]

## Tập tính
Trong mùa sinh sản, mỗi con đực thiết lập và bảo vệ lãnh thổ riêng. Nếu cảnh báo bằng âm thanh không thành công, thì chủ lãnh thổ gây hấn, hung hăng nhằm xua đuổi những kẻ xâm nhập, cuối cùng có thể sẽ chiến đấu. Khi chiến đấu, thì chiến thắng bao giờ cũng thuộc về kẻ lớn và khoẻ hơn: con lớn "đè" lên con bé, rồi làm nhiều cách để con bé bị nâng cao lên. Con bé buộc phải rút lui, rời khỏi bờ nước nhưng vẫn tiếp tục kêu rất "hung hăng". Con cái "đối tượng" không hề quan tâm "cuộc đấu" và ở cách xa vùng "chiến sự" khoảng 10 m.
Ếch trưởng thành đôi khi có thể giả chết để thoát khỏi kẻ săn mồi.

## Hình ảnh

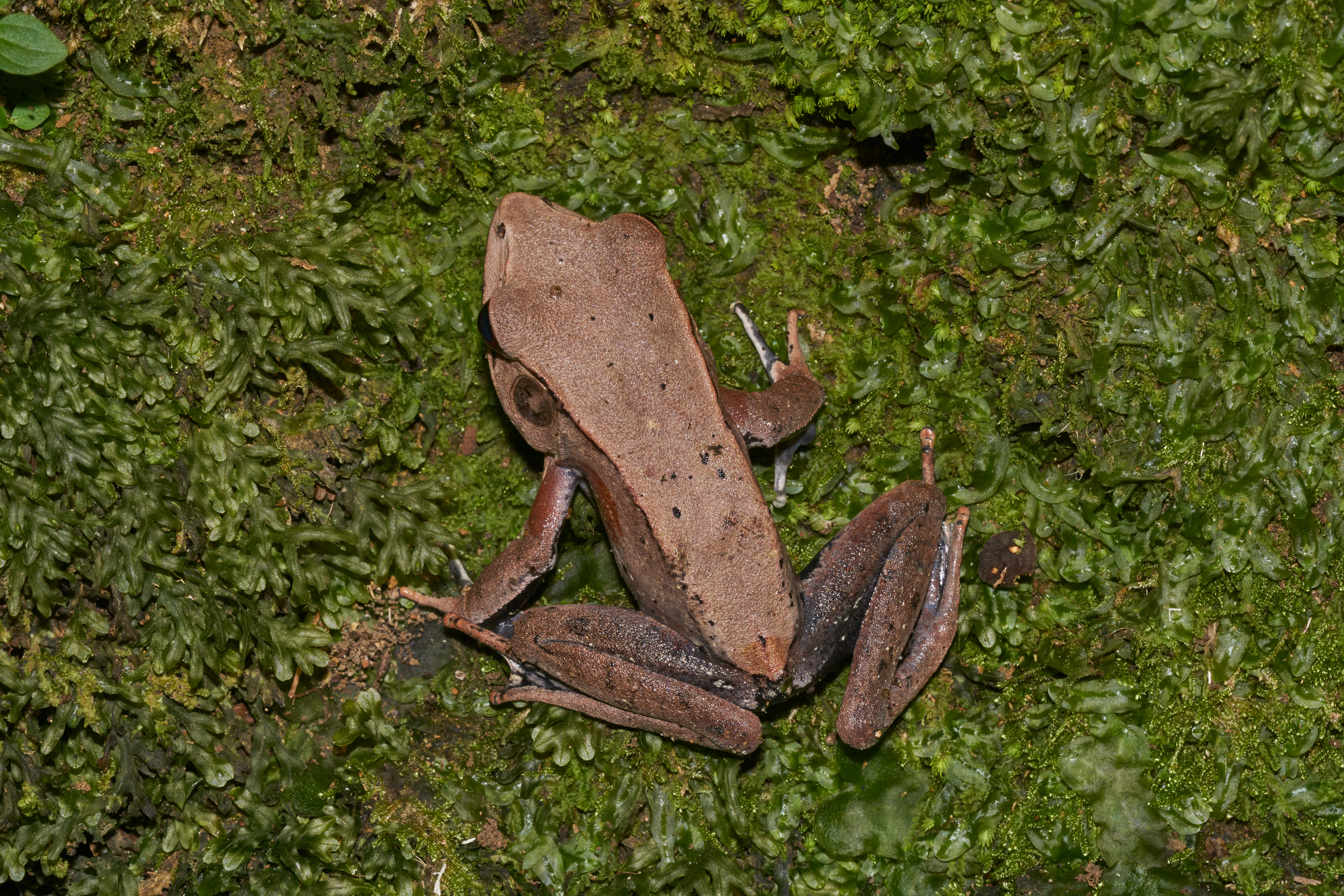
Mặt lưng của một ếch đực
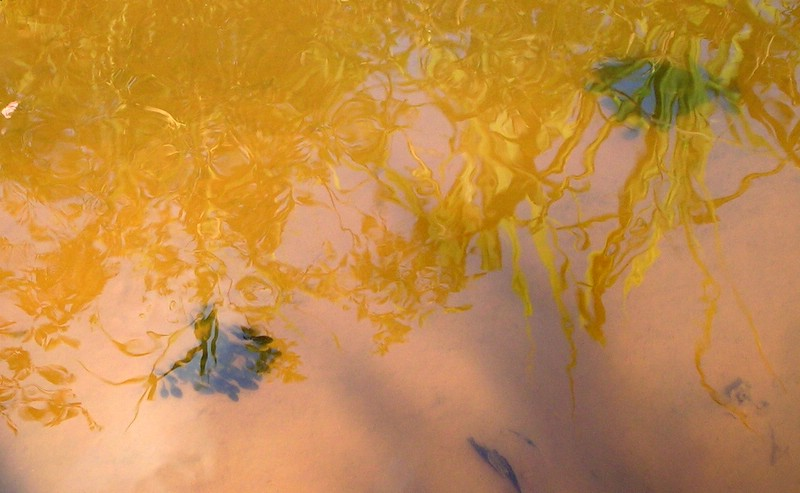
Nòng nọc của loài này trong suối.
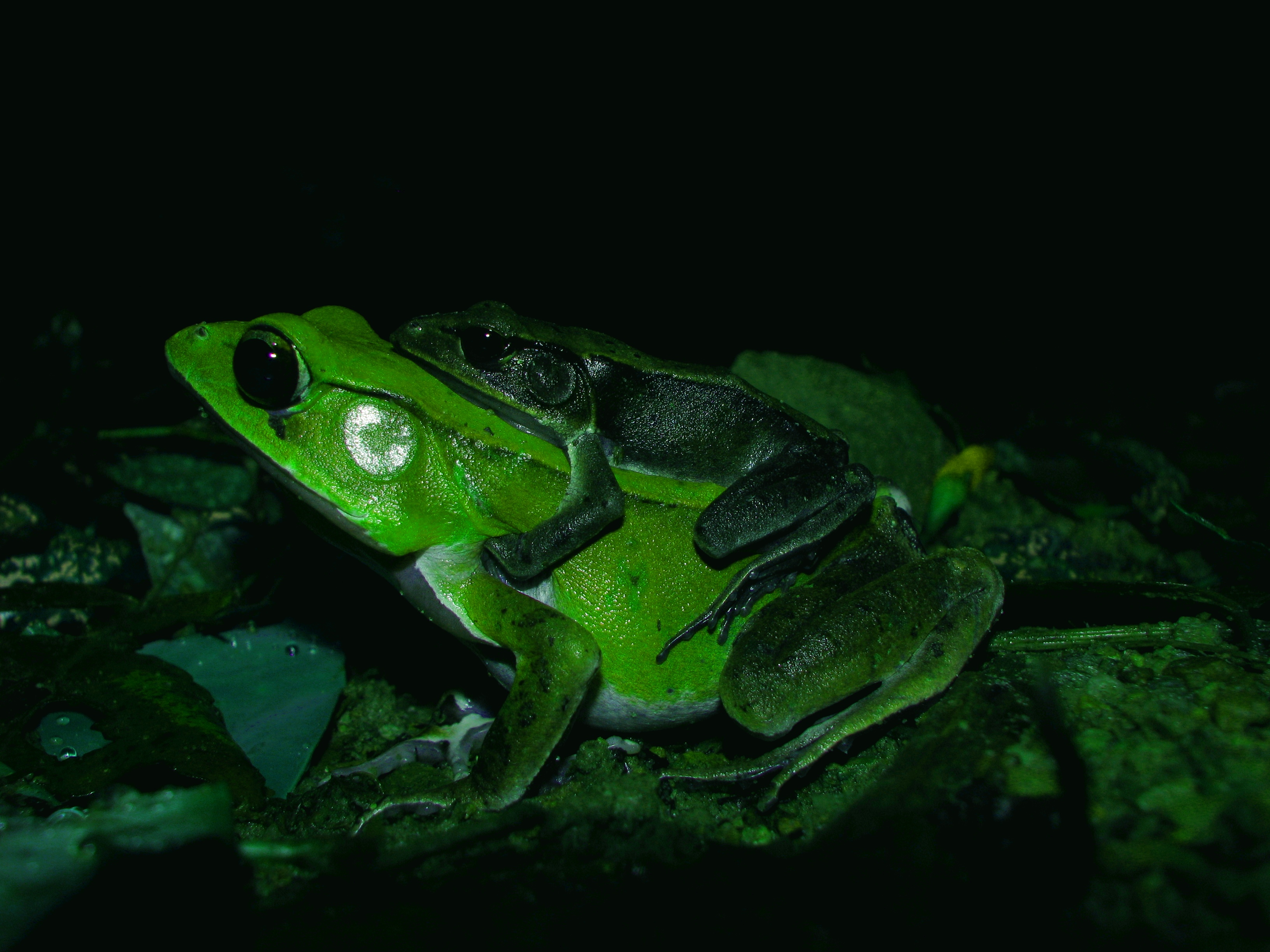
Cõng ghép đôi ở ếch hai màu.
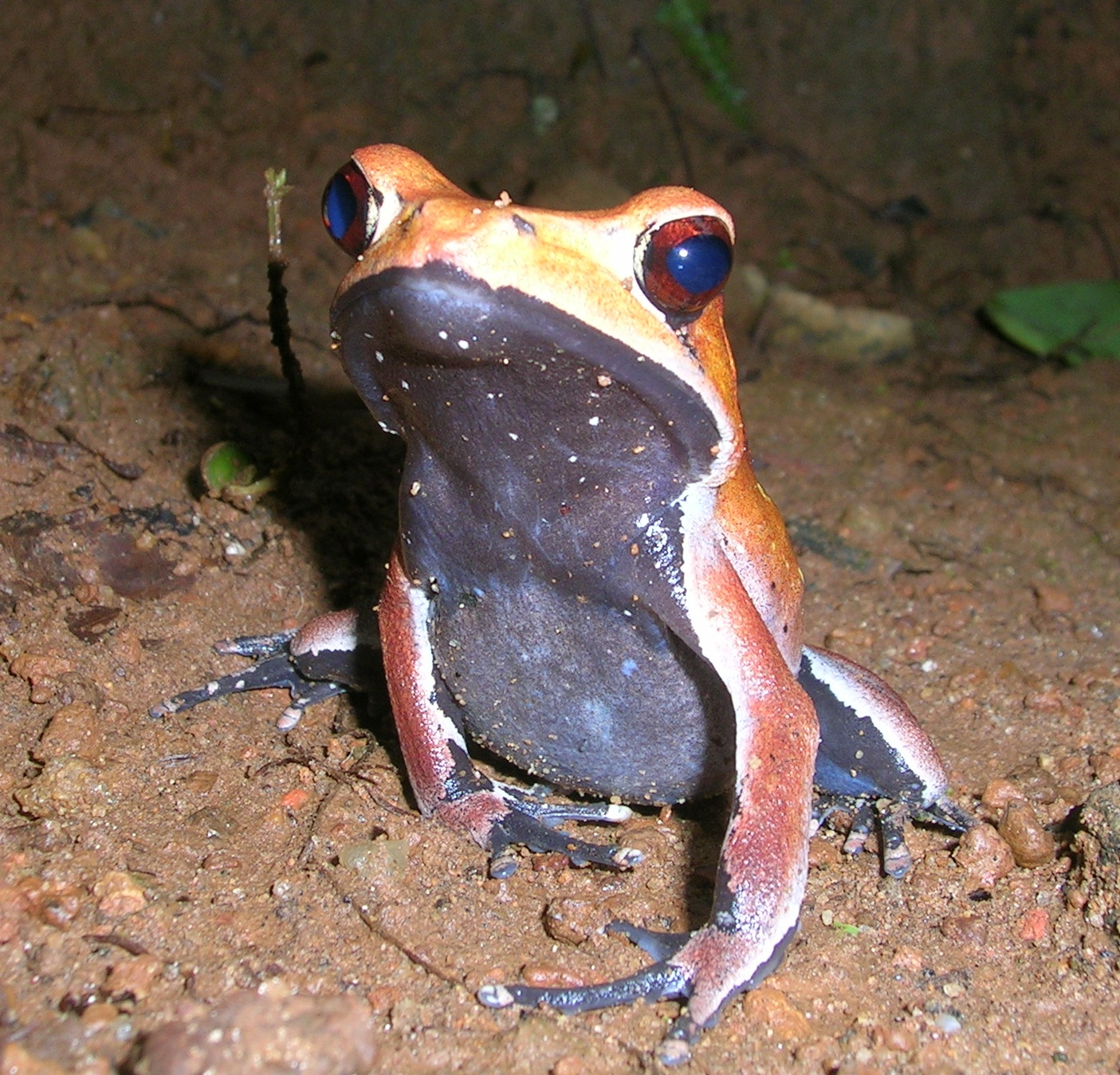
Mặt bụng của một cá thể ếch hai màu.